# 普費芬根

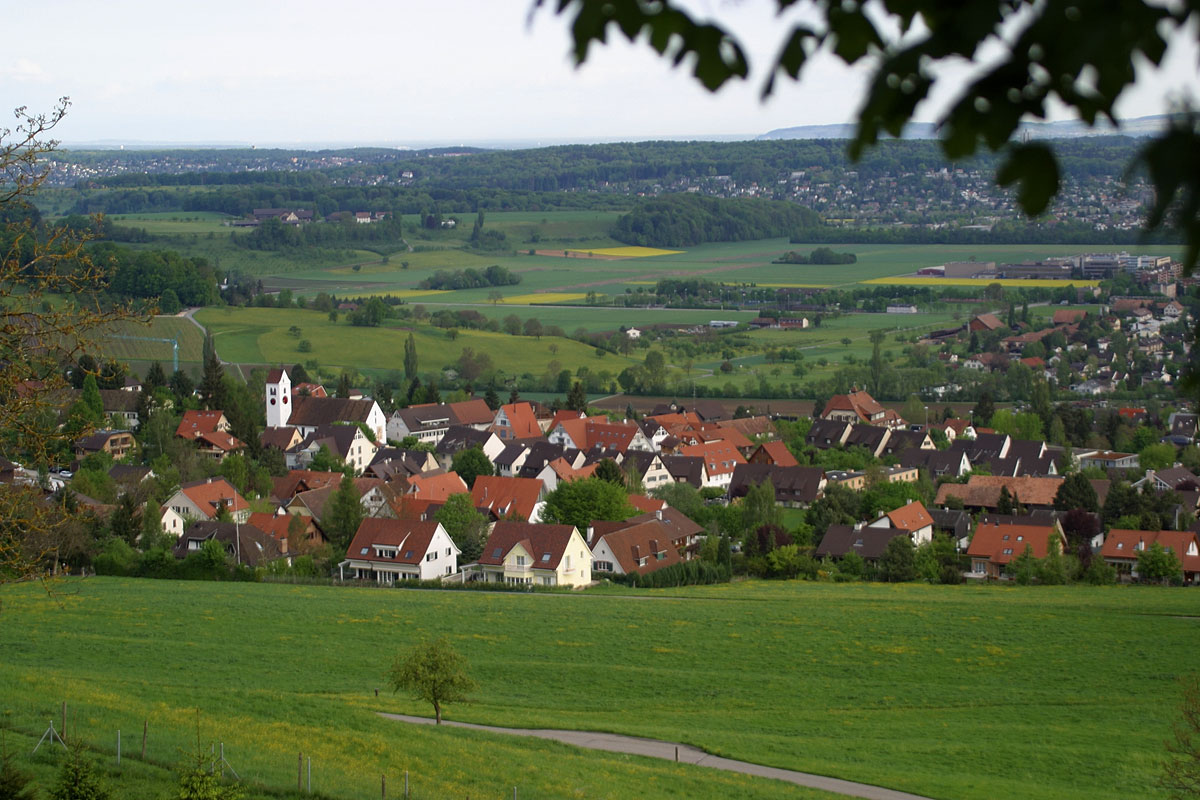

普費芬根是瑞士的城鎮，位於該國北部，由巴塞爾鄉村州負責管轄，面積4.9平方公里，海拔高度392米，2012年人口2,231，四成半人口信奉羅馬天主教，人口密度每平方公里455人。